# 88rising
88rising (стилизовано как 88⬆), ранее известная как CXSHXNLY, американская медиа-компания, основанная Шоном Миясиро позиционирующая себя как «гибридное управление, лейбл, видео-продакшн и маркетинговая компания».
Компания завоевала популярность как музыкальная платформа и лейбл для азиатских артистов, таких как Keith Ape, Rich Brian (ранее известен как Rich Chigga), Joji, и Higher Brothers. Миясиро сказал, что лейбл «не основная часть нашего бизнеса, но является частью его» и что они «действительно компания, сфокусированная на медиа/видео контенте».
Штаб-квартира находится в Нью-Йорке, а также имеет офисы в Лос-Анджелесе и Шанхае. За пределами своей основной группы, компания сотрудничала с другими исполнителями, такими как: Ghostface Killah, 21 Savage, XXXTentacion, Trippie Redd, Ski Mask The Slump God, Kris Wu, Yaeji, и другими.

## История
88rising была основана в 2015 Шоном Маясиро. Изначально компания началась как музыкальный коллектив «CXSHXNLY» совместно с Брайаном Пуспос, Джонатаном Пак, и Джошом Пан в качестве своих первых участников. Маясиро сказал, что цель их музыкального коллектива «стать самой движущей, культовой командой» и «пытаться представлять интересы не только Азиатских иммигрантов, но и всех иммигрантов». CXSHXNLY позже стали управляющими компанией и начали устанавливать контакты с начинающими зарубежными артистами, которых находили в интернете.
В 2015, Джонатан Пак показал Миясиро музыкальное видео Keith Ape под названием «It G Ma», Миясиро начал работать с исполнителем, чтобы выпустить ремикс-версию сингла совместно с такими исполнителями, как: A$AP Ferg, Father, Dumbfoundead, и Waka Flocka Flame. Сингл был опубликован 27 июля 2015 года на лейбле OWSLA, премьера музыкального клипа состоялась под издательством Complex.
В мае 2016, компания опубликовала свой первый видео-контент на YouTube как 88rising и начала работу с исполнителями: Rich Brian, Joji, и Higher Brothers.
В мае 2017, WPP объявили об открытии стратегических инвестиций в 88rising.
В ноябре 2017, 88rising анонсировали тур по Азии с Rich Brian, Joji, и Higher Brothers с остановками в девяти крупных городах Азии: Сеул, Пекин, Шанхай, Чэнду, Бангкок, Сингапур, Куала Лумпур, Манила и Джакарта.
В феврале 2018, 88rising провели североамериканские гастроли в театре Уорфилда в Сан Франциско, The Shrine Expo Hall в Лос Анджелесе, и терминале 5 в Нью-Йорке. Тур с участием Rich Brian, Joji, Keith Ape, и Higher Brothers, а также неожиданным появлением других исполнителей, как Charli XCX и Ski Mask The Slump God. 20 июля 2018, 88rising выпустили свой первый сборник под названием «Head in the Clouds». Альбом содержит 17 композиционных треков с основным участниками лейбла и гостями, таких как GoldLink, Playboi Carti, BlocBoy JB, 03 Greedo и Verbal.
В 2018 лейбл проводил тур под названием «88 Degrees and Rising». Тур включал в себя список разнообразных хип-хоп и R&B-артистов из США и Азии. В состав вошли Don Krez, Sen Morimoto, August 08, KOHH, NIKI, Higher Brothers, Joji, и Rich Brian, что сделало концерты более похожим на полноформатный музыкальный фестиваль.

## Споры

### 2021 Стрельба в Атланте и ответная реакция
17 марта 2021 года 88rising разместили на своем аккаунте в Instagram желтый квадрат с надписью «Хватит. Сердце разрывается от отвратительного и бессмысленного насилия в Джорджии сегодня вечером. Насилие против азиатского сообщества должно прекратиться. Давайте защищать друг друга и противостоять ненависти!» в ответ на стрельбу в 2021 спа-салоне Атланты, произошедшую накануне. Это сообщение было немедленно и быстро встречено критикой за его сходство с черными квадратами, широко распространяемыми в социальных сетях в знак солидарности с протестами Black Lives Matter в 2020 году, как за их предполагаемое перформативное союзничество, так и за сигнализирование о добродетели. Кроме того, многие пользователи социальных сетей отметили, что использование 88rising желтого цвета по своей сути является расистским и оскорбительным, поскольку он исторически ассоциируется с уничижительными стереотипами о цвете кожи восточноазиатских народов.
Сообщение было быстро удалено и заменено извинением, в котором говорилось: «В наши намерения никогда не входило причинение вреда, но мы признаем последствия наших действий и приносим извинения… [мы] не пытаемся начать движение „желтого квадрата“, хотя понимаем, как оно было неверно представлено». Затем компания поделилась намерением инвестировать в местные сообщества AAPI, чтобы еще больше повысить голоса AAPI и сотрудничать с Sirius XM в рамках новой серии выступлений 88rising Speakers, посвященной азиатско-американскому опыту.

## Исполнители

### Действующие
- (G)I-DLE
- Atarashii Gakko!
- August 08[16]
- Chungha
- Seori
- Don Krez
- Dumbfoundead
- 1996Montana
- Higher Brothers[3]
- Joji[3]
- Keith Ape[3]
- Lexie Liu[17]
- Niki[18]
- Rich Brian (раньше Rich Chigga)[3]
- Stephanie Poetri
- Warren Hue
- Zhang Yanqi

### Бывшие участники
- Brian Puspos[19]
- Josh Pan[20]
- Okasian

### Дебютировавшие участники
- CL
- Rina Sawayama[21]
- Sen Morimoto[22]
- Yaeji

## Дискография

### Студийные альбомы
| Название    | Исполнитель     | Детали |
| ----------- | --------------- | --- |
| Black Cab   | Higher Brothers | - Релиз: Май 31, 2017 - Лейбл: CXSHXNLY - Формат: Цифровая загрузка                                        |
| Amen        | Rich Brian      | - Релиз: Февраль 2, 2018 - Лейбл: 88rising Music, EMPIRE - Формат: Цифровая загрузка                       |
| Cannonball! | Sen Morimoto    | - Релиз: Май 18, 2018 - Лейбл: 88rising Music, Sooper Records - Формат: Цифровая загрузка                  |
| Ballads 1   | joji            | - Релиз: 26 октября 2018 - Лейбл: 88rising Music, 12Tone Music - Формат: CD \| Винил \| Цифровая загрузка  |
| Five Stars  | Higher Brothers | - Релиз: 22 мая 2019 - Лейбл: 88rising Music, 12Tone Music - Формат: Цифровая загрузка                     |
| The Sailor  | Rich Brian      | - Релиз: 26 июля 2019 - Лейбл: 88rising Music, 12Tone Music - Формат: Цифровая загрузка                    |
| Moonchild   | Niki            | - Релиз: 9 сентября 2020 - Лейбл: 88rising Music, 12Tone Music - Формат: Цифровая загрузка                 |
| Nectar      | Joji            | - Релиз: 25 сентября 2020 - Лейбл: 88rising Music, 12Tone Music - Формат: CD \| Винил \| Цифровая загрузка |

### Сборники
| Название              | Исполнитель | Детали                                                                                       |
| --------------------- | ----------- | -------------------------------------------------------------------------------------------- |
| Head In The Clouds    | 88rising    | - Релиз: 20 июля 2018 - Лейбл: 88rising Records, 12Tone Music - Формат: Цифровая загрузка    |
| Head in the Clouds II | 88rising    | - Релиз: 11 октября 2019 - Лейбл: 88rising Records, 12Tone Music - Формат: Цифровая загрузка |

### EP альбомы
| Название                  | Исполнитель                | Детали                                                                                     |
| ------------------------- | -------------------------- | ------------------------------------------------------------------------------------------ |
| Slow Love and Bangin      | Brian Puspos               | - Релиз: 11 января 2017 - Лейбл: CXSHXNLY - Формат: Цифровая загрузка                      |
| Pink Season: The Prophecy | Pink Guy                   | - Релиз: 24 мая 2017 - Лейбл: 88rising Music - Формат: Цифровая загрузка                   |
| In Tongues                | Joji                       | - Релиз: 3 ноября 2017 - Лейбл: 88rising Music, Empire - Формат: Цифровая загрузка         |
| Journey to the West       | Higher Brothers            | - Релиз: 17 января 2018 - Лейбл: 88rising Music, Empire - Формат: Цифровая загрузка        |
| In Tongues (Deluxe)       | Joji                       | - Релиз: 14 февраля 2018 - Лейбл: 88rising Music, Empire - Формат: Цифровая загрузка       |
| Type-3                    | Higher Brothers & Harikiri | - Релиз: 27 февраля 2018 - Лейбл: 88rising Music, Empire - Формат: Цифровая загрузка       |
| Father                    | August 08                  | - Релиз: 11 мая 2018 - Лейбл: Red Bull Records, 88rising Music - Формат: Цифровая загрузка |
| Zephyr                    | Niki                       | - Релиз: 23 мая 2018 - Лейбл: 88rising Music, Empire - Формат: Цифровая загрузка           |
| BORN AGAIN                | Keith Ape                  | - Релиз: 12 октября 2018 - Лейбл: 88rising Music, Empire - Формат: Цифровая загрузка       |
| wanna take this downtown  | Niki                       | - Релиз: 17 мая 2019 - Лейбл: 88rising Music, Empire - Формат: Цифровая загрузка           |
| 1999                      | Rich Brian                 | - Релиз: 25 августа 2020 - Лейбл: 88rising Music, Empire - Формат: Цифровая загрузка       |
| AM:PM                     | Stephanie Poetri           | - Релиз: 12 марта 2021 - Лейбл: 88rising Music, Empire - Формат: Цифровая загрузка         |